# Abagrotis
Abagrotis is een geslacht van vlinders van de familie Uilen (Noctuidae), uit de onderfamilie Noctuinae.

## Soorten
- A. alampeta Franclemont, 1967
- A. alcandola Smith, 1908
- A. alternata Grote, 1864
- A. apposita Grote, 1878
- A. barnesi Benjamin, 1922
- A. baueri McDunnough, 1949
- A. bimarginalis Grote, 1883
- A. crumbi Franclemont, 1955
- A. denticulata McDunnough, 1946
- A. discoidalis Grote, 1876
- A. dodi McDunnough, 1927
- A. duanca Smith, 1908
- A. erratica Smith, 1890
- A. glenni Buckett, 1968
- A. hennei Buckett, 1968
- A. kirkwoodi Buckett, 1968
- A. mirabilis Grote, 1879
- A. nanalis Grote, 1881
- A. negascia Smith, 1908

- A. placida Grote, 1876
- A. pulchrata Blackmore, 1925
- A. reedi Buckett, 1969
- A. rubricundis Buckett, 1968
- A. scopeops Dyar, 1904
- A. striata Buckett, 1968
- A. tecatensis Buckett, 1968
- A. totonaca Schaus, 1894
- A. trigona Smith, 1893
- A. turbulenta McDunnough, 1927
- A. variata Grote, 1876
- A. vittifrons Grote, 1864